# ツェッペリン・シュターケン R.XIV
ツェッペリン・シュターケン R.XIV
4基のアウストロ・ダイムラーエンジンを積んだ最初のバージョン。
- 用途：爆撃機
- 設計者：グラーフ・フォン・ツェッペリン
- 製造者：シュッテ・ランツ
- 運用者：ドイツ帝国陸軍航空隊
- 初飛行：1918年
- 運用状況：退役

ツェッペリン・シュターケン R.XIV（Zeppelin-Staaken R.XIV）はツェッペリン飛行船会社が製造し、第一次世界大戦で使用されたドイツの複葉爆撃機、ツェッペリン・シュターケン R.VIの派生型である。この機体は「リーゼンフルークツォイゲ」と呼ばれた大型爆撃機シリーズの一種で、当時使用されていた飛行船よりは脆弱でないことを目標としていた。製作会社の名前を一般に“ツェッペリン・シュターケン”とするが、これはツェッペリン飛行船会社が製作した航空機のうちベルリンのシュパンダウ区においたシュターケン製作所(Flugplatz Staaken / Zeppelinwerke)で作られた物である事による。

## 開発
原型のシュターケン R.XIVは2つのエンジンナセルを装備し、それぞれの内部に350馬力のアウストロ・ダイムラーV-12エンジン2機を牽引・推進式に配置していた。これらのナセルは飛行中の点検を行なうのに充分なほど大きい。アウストロ・ダイムラーエンジンは減速装置無しに収容されており、当時では最も強力なものとして利用できたが、信頼性に欠けることがすぐ判明した。1918年4月12日、採用プログラムの第二次飛行において、後部エンジンの1本の連結ロッドが破断した。アウストロ・ダイムラーエンジンはバッセ・ウント・ゼルフェの300馬力エンジン4基に交換され、1918年5月10日に予定された試験飛行に備えた。未検証のバッセ・ウント・ゼルフェもまた疑わしい機関であり、ピストン固着の傾向があった。そこでこれらのエンジンは順々に撤去された。245馬力と出力が小さいが、高圧縮で信頼性のあるマイバッハ Mb.IVaが好まれたのである。ツェッペリン・シュターケン R.VIと同じ性能を維持しようとする試みにより、第5のエンジンが機首に装備された。
第一次世界大戦の後期、航空部隊監察局により改修型R.XIVaが4機発注された。XIVaはいくぶんか重量が軽減され、上昇率や巡航速度、そして搭載能力向上のために変速装置の付いたエンジンが使われていた。これらの機体は1918年から1919年の間に製造された。R.XIVaはベルリン西部のシュターケンにあるフルークツォイクヴェルフトG.m.b.H.が生産した。

## 戦歴

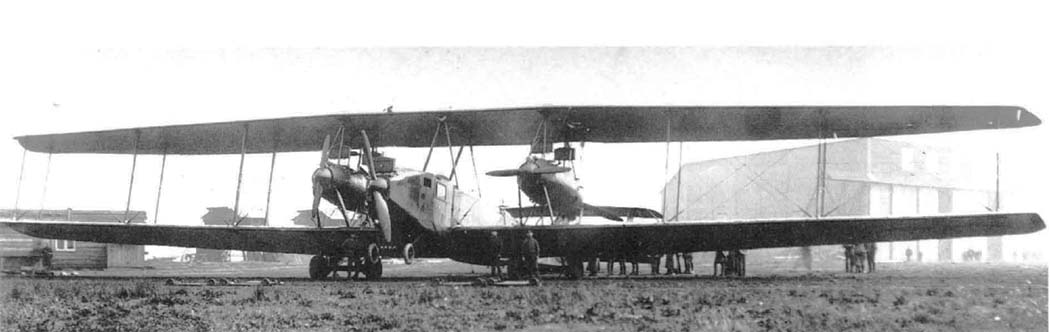
5基のマイバッハエンジンを積んだ改修型。

ツェッペリン・シュターケン R.XIV 43/17 Rfa 501は8月10日に撃墜された。戦果を挙げたのはイギリス陸軍航空隊のNo 151飛行隊所属、ソッピース キャメルD6573に搭乗したA B Yuille大尉である。この機はフランスのドゥラン近郊、タルマの1マイル西に墜落し、搭乗員全員が戦死した。(Ltn Braun, Ofstv Buth, Ltn Corty, Vfw Donath, Flg Donnemaier, Flg Fonrobert, Uffz Kopp, Gefr Reuther and Flg Schneidersmann)
「5基のエンジンを装備したゴータ機（実際にはシュターケン R.XIV）が夜間に飛来し、幾発かの爆弾を落とした。探照灯がこの機を捉え、この時、ドイツ機は我が軍の機体が飛行していることに驚いた。すぐにドイツ機は判別され、これに向かっていった。数分の戦闘が行なわれ、すぐに我々は大きなゴータ機（シュターケン R.XIV）が炎上するのを目撃した。この機は墜落し、何名かの兵士が燃える残骸へと走っていった。この際、爆弾の1つが加熱によって爆発した。近くに居た者達の幾人かが死亡し、より多くの兵が負傷した。この機は8名の搭乗員によって操縦され、3名は射殺、4名は焼死、1名の士官が落下傘で飛び降りたものの開傘に失敗し、彼もまた死亡した。」『Diary of Thomas Spencer』

## 運用国
- ドイツ帝国
  - 機数不明
- ウクライナ人民共和国
  - 6機（ツェッペリン・シュターケン R.XIVa）

## 性能（ツェッペリン・シュターケン R.XIVa）
データは脚注による。
主要諸元
- 乗員数：7名
- 全長：22.5m
- 全幅：42.2m
- 全高：6.3m
- 翼面積：334㎡
- 空虚重量：10,000kg
- 全備重量：14,250kg

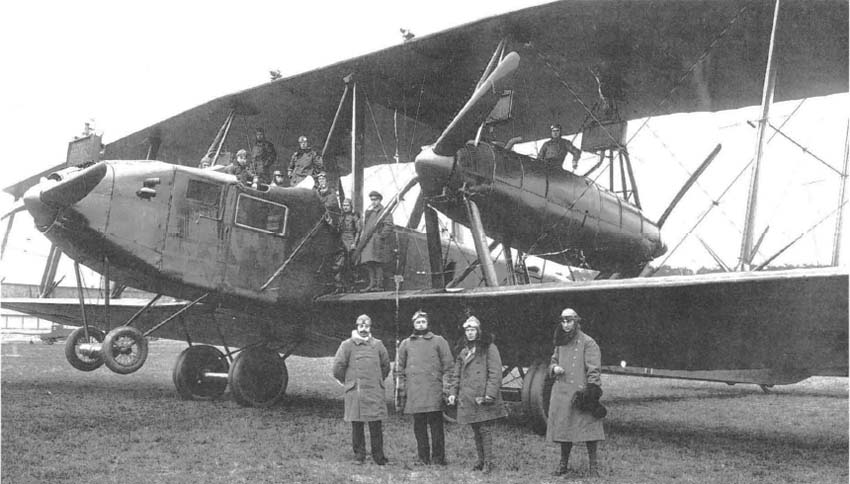
搭乗整備員をエンジンの間の配置場所に載せたR.XIVa。

- エンジン：マイバッハMb.IVa直列6気筒、各183kW（245馬力）、5基

性能
- 最高速度：135km/h
- 巡航速度：120km/h
- 航続距離：1,300km
- 実用上昇限度：4,500m
- 上昇率：2.38m/s

兵装
- 機銃：lMG 08 7.92mm機銃×6挺[2]
- 爆弾：最大2,000kg